# Scherocumella brachydactyla
Scherocumella brachydactyla är en kräftdjursart som först beskrevs av William Thomas Calman 1905.  Scherocumella brachydactyla ingår i släktet Scherocumella och familjen Nannastacidae. Inga underarter finns listade i Catalogue of Life.